# Municipio de Greens Creek
El municipio de Greens Creek (en inglés: Greens Creek Township) es un municipio ubicado en el  condado de Jackson en el estado estadounidense de Carolina del Norte. En el año 2010 tenía una población de 1.839 habitantes.

## Geografía
El municipio de Greens Creek se encuentra ubicado en las coordenadas 35°20′2.36″N 83°15′46.54″O / 35.3339889, -83.2629278.